# پتونیدین
پتونیدین (به انگلیسی: Petunidin) با فرمول شیمیایی C۱۶H۱۳O۷+ (Cl-) یک ترکیب شیمیایی با شناسه پاب‌کم ۴۴۱۷۷۴ است. که جرم مولی آن ۳۱۷٫۲۷ g/mol می‌باشد. 